# Alienkiller
Alienkiller (englischer Originaltitel: The Borrower) ist ein 1989 produzierter und 1991 erschienener US-amerikanischer Science-Fiction-Horrorfilm von John McNaughton. Der Film startete am 31. Januar 1992 in Deutschland auf Video.

## Handlung
Ein auf seinem Heimatplaneten wegen Mordes verurteiltes Wesen wird zur Strafe auf der Erde ausgesetzt, wo es eine menschliche Gestalt annimmt. Es wird gewarnt, dass Beschädigungen seines neuen Körpers eine schmerzliche Metamorphose verursachen würden. Das Alien, dessen Kopf explodiert begeht zur Beschaffung eines neuen auf der Erde zahlreiche Morde. Die Polizeiermittler Diana Pierce und Charles Krieger übernehmen den Fall.

## Kritiken
- Richard Harrington (Kritiker von The Washington Post) schrieb, der Horrorfilm sei „überragende Genre-Kost“, besser gemacht als die meisten Low-Budget-Filme. Er setze eher auf Schauspieler als auf Spezialeffekte. Der Film ähnele den Film-noir-Klassikern der 1950er Jahre. Die Regie des Films weise Tiefe auf.[1]
- Rotten Tomatoes schrieb, der Horrorfilm sei „grausig“ und auf eine dunkle Art amüsant, er habe schwarzen Humor. Der Regisseur zeige in seinem „Meisterwerk“ eine „verwirrende“ Vision der Welt.[2]

## Auszeichnungen
- Alienkiller gewann 1991 für die Spezialeffekte einen Preis des Catalonian International Film Festivals (Sitges).

## Dies und Das
- Drehort des Horrorfilms war Chicago.